# Nachal Gadna
Nachal Gadna (hebrejsky: נחל גדנ"ע) je vádí v jižním Izraeli, v pohoří Harej Ejlat.
Začíná na jižních svazích hory Har Gadna v nadmořské výšce přes 500 metrů, cca 22 kilometrů severně od Ejlatu a cca 10 kilometrů jihozápadně od vesnice Elifaz. Směřuje pak k jihovýchodu rychle se zahlubujícím skalnatým kaňonem. Severozápadně od vesnice Be'er Ora zleva ústí do vádí Nachal Racham.